# Alfa-gal allergia
Az alfa-gal allergia a galaktóz-alfa-1,3-galaktózra való érzékenységet jelent, mely kialakulásáért egy Amerikai Egyesült Államokban őshonos kullancsfaj felelős. Gyakran hívják húsallergiának is.

## Kialakulása
A betegség kialakulási mechanizmusa a következő: a galaktóz-alfa-1, 3-galaktóz nevű cukormolekula az ember és néhány más főemlős kivételével minden emlős szervezetében megtalálható; ha a fajidegen cukormolekula egy alfa-galt hordozó magányos csillag kullancs (Amblyomma americanum) nyálán keresztül jut be az emberi szervezetbe, hónapokig, sőt akár évekig vagy az illető élete végéig megmaradó antitestek képződnek ellene; ha a kullancs-csípés után valaki húst eszik, az abban lévő alfa-gal miatt súlyos, esetenként életveszélyes immunreakció, anafilaxiás sokk alakulhat ki.

## Felfedezése
A kórképet 2011-ben írták le.

## Kezelése
A többi allergiás reakcióhoz hasonlóan antihisztaminnal, adrenalinnal kezelhető, gyógymódja nem ismert. Egyesek bizonyos idő után ismét ehetnek húst, azonban vannak, akik szervezetében az antitestek szintje évek múltán sem mutat csökkenést.